# MY HEART DRAWS A DREAM
「MY HEART DRAWS A DREAM」（マイ・ハート・ドローズ・ア・ドリーム）は、日本のロックバンド、L'Arc〜en〜Cielの31作目のシングル。2007年8月29日発売。発売元はKi/oon Records。

## 概要
前作「SEVENTH HEAVEN」以来約3ヶ月ぶりとなるL'Arc〜en〜Cielの2007年第2弾シングル。本作のレコーディングは、2007年初頭から同年6月開催のライヴツアー「Are you ready? 2007 またハートに火をつけろ!」の直前まで行われた、アルバム『KISS』の録音作業の期間中に行われている。また、本作は5ヶ月にわたる連続リリース（シングル・アルバム・DVD、合計6作品）の皮切りとなる作品としてリリースされている。
本作の表題曲「MY HEART DRAWS A DREAM」は、2007年5月16日からサッカーJリーグ横浜FCに在籍していた三浦知良が出演する富士重工業「スバル・レガシィ」のCMソングに使用されている。なお、この曲は2007年6月8日に戸田市文化会館で行った公演を皮切りに開催したホールツアー「Are you ready? 2007 またハートに火をつけろ!」で先行披露されている。また、2007年7月28日に韓国・仁川広域市で開催された、韓国最大規模の野外ロック・フェスティバル「2007 INCHEON PENTAPORT ROCK FESTIVAL」にL'Arc〜en〜Cielがヘッドライナーとして出演した際も、当時未発表音源であった表題曲が披露されている。ちなみに、2014年5月29日に国立霞ヶ丘競技場陸上競技場（通称：旧国立競技場）で実施された、改築前最後の音楽イベント「SAYONARA 国立競技場FINAL WEEK JAPAN NIGHT」にL'Arc〜en〜Cielが大トリで出演した際には、hydeの「生まれ変わる未来に"夢"を乗せて」というMCの後、旧国立競技場の歴史を締めくくるラストナンバーとしてこの曲が披露されている。
なお、作曲を担当したken自身が、本作発売当時のインタビューで「自分で自分を驚かせることができた」とコメントするほど表題曲を気に入っており、各メンバーのプレイやアレンジ作業において、kenの意向が多く反映されている。また、メンバーからの評価も非常に高い楽曲となっており、hydeは「俺の中ではもうこの曲は、売れようが売れまいが名曲」、tetsuyaは「こういう曲がkenから来るのを待ってた！」と音楽誌のインタビューで絶賛している。こういったメンバーの想いもあってか、この曲は本作発売以降に開催したライヴにおいて、高い頻度でセットリストに組み込まれる人気曲の一つとなっており、L'Arc〜en〜Cielが2000年代後半以降に開催したライヴにおけるスタンダードソングになっている。（詳細は楽曲解説の項目を参照）
また、カップリング曲にはパートチェンジバンド、P'UNK〜EN〜CIELによるL'Arc〜en〜Cielの楽曲のセルフカバーが収録されている。

## リリース

### リリース形態
本作は、通常盤（CD）の1形態でリリースされている。初回限定仕様は、初回限定ジャケット、スーパーピクチャーレーベル仕様となっている。また、初回封入特典として、わくわくペーパークラフト第2弾（4種のうち1種が封入）が封入されている。ちなみに、初回限定仕様と通常仕様ではジャケットデザインが微妙に異なり、初回限定仕様ではジャケットに描かれたライオンが口を開けているのに対し、通常仕様ではライオンの口が閉じているイラストになっている。

### チャート
本作は発売初週となる2007年9月10日付のオリコン週間シングルチャートで、前作「SEVENTH HEAVEN」に続く2作連続通算18作目の首位を獲得している。

## ミュージックビデオ
表題曲「MY HEART DRAWS A DREAM」のミュージック・ビデオは、2005年5月に発表した「叙情詩」のミュージック・ビデオの脚本ならびにクリエイティブ&アートディレクションを担当した松岡公一がディレクターを務めた作品となっている。映像は、様々な国・地域に住む民族や動物を映したシーンとバンドの演奏シーンを中心に撮影されている。また、間奏の＜夢を描くよ＞というコーラス部分では、様々な人種の子どもとメンバー4人が歌唱する映像が挿入されている。
このミュージック・ビデオは、2009年2月25日に発表したクリップ集『CHRONICLE 4』に初収録されている。また、2019年12月11日には公式YouTubeアーティストチャンネルにおいて、YouTube Music Premium限定で映像の有料公開が開始されている。前述のYouTubeチャンネルでの有料公開開始から約2年5ヶ月後となる2022年5月6日からは、同サイトで映像の無料公開が開始されている。

## 収録曲
| #         | タイトル                                                         | 作詞      | 作曲      | 編曲            | 時間  |
| --------- | ---------------------------------------------------------------- | --------- | --------- | --------------- | ----- |
| 1.        | 「MY HEART DRAWS A DREAM」(L'Arc〜en〜Ciel)                      | hyde      | ken       | L'Arc〜en〜Ciel | 4:18  |
| 2.        | 「Feeling Fine 2007」(P'UNK〜EN〜CIEL)                           | hyde      | ken       | YUKI P'UNK      | 3:50  |
| 3.        | 「MY HEART DRAWS A DREAM (hydeless version)」(L'Arc〜en〜Ciel)   |           | ken       | L'Arc〜en〜Ciel | 4:18  |
| 4.        | 「Feeling Fine 2007 (TETSU P'UNKless version)」(P'UNK〜EN〜CIEL) |           | ken       | YUKI P'UNK      | 3:50  |
| 合計時間: | 合計時間:                                                        | 合計時間: | 合計時間: | 合計時間:       | 16:16 |

## 楽曲解説
1. MY HEART DRAWS A DREAM / L'Arc〜en〜Ciel
  - 作詞: hyde / 作曲: ken / 編曲: L'Arc〜en〜Ciel

流麗なギターのアルペジオが印象的な、豊かなスケール感とクラシカルな感触を兼ね備えたメロディアスな楽曲[11]。作曲者のken曰く、この曲は2005年に開催したライヴツアー「ASIALIVE 2005」以降のオフ期間中にアイデアが生まれたという[12]。この曲を書き始めたときのエピソードについて、kenは「曲が出来たのは、2年前の「ASIALIVE 2005」が終わって、ボーッとしてたとき。「AWAKE TOUR 2005」からの流れで、ギターを弾くのって楽しいなとか、音楽って気持ちいいなっていう思いがすごく盛り上がってきて。音楽っていうものが、また新鮮に聴こえ始めたんだよね。それで、ふとこの曲が浮かんできたときに、自分の中で凄く新鮮に感じられて、嬉しいなって思いながら作った[12]」「ギターも弾かず、ただ遊んでただけだったんですけど、本当にふとフレーズとアレンジが一緒に出てきて[5][6]」と語っている。
ちなみにkenは、この曲の断片が思い浮かんだときに感動を覚えたらしく、「引き出しの違いだけじゃなくてタンス自体が違うところから出てきたみたい[5][6]」「自分で自分を驚かせることができた」と本作発売時のインタビューで語っている[5][6]。
前述のように、作曲者であるken自身がお気に入りの曲であったことから、デモ制作の時点でかなり緻密に楽曲を構築していたという。また、デモ制作では、ken曰く、サビ部分のアルペジオを考えることに多くの時間をかけたという[13]。この曲のサビのアルペジオに関し、kenは「コードを追って、すごく当たり前なアルペジオになるのは嫌だなと思ってたから、歌メロを避けて、歪みギターを避けて、シンセを避けて、けどそれだけでもキレイに聴こえるフレーズっていうものを探すのに、すごく悩んだ。やり方としては僕が今までやってきた方法なんだけど、自分の中でのイメージがすごく新しかったから、そのためにはこのアルペジオを難しくても考えなきゃって[13]」と語っている。
また、この曲の出だしのアルペジオの部分や2Aのギターフレーズなどは、kenがデモで弾いたプレイをリアンプしたものが使用されている[5][14]。さらに、ギター録りでは、ベーシックとしてフェンダー・ストラトキャスターを使用し、2番のAメロではフルアコのギブソン・ES-175をトーンを絞り弾いている[15]。また、ストロークではアコースティック・ギター、ギブソン・J-50を使用している[15]。ちなみにギブソン・J-50は、かつて「虹」のレコーディングでも使用されていたモデルとなっている[15]。
さらに、yukihiro曰く、この曲のドラムプレイや音色は、kenからのリクエストが反映されているという[16][17]。yukihiroに多くのリクエストを出した理由について、kenは「曲的には、平坦な8ビートで終わる曲かもしれなかったんですね。だけど所々にyukihiroならではのフレーズが入って欲しい箇所が、やっぱり曲を思いついた時からあったので[5][18]」と語っている。この曲のドラム録りについて、yukihiroは「Bメロのタムを使ったりするところとか、そこでスネアと一緒にチャイナシンバル叩いてとか、そういう細かいとこもいっぱいありましたね[16][17]」「今回は本当に曲がいいなと思ってたんで、ただ曲に沿ったものをっていう感じでしたけど。たぶん今まで僕がドラムを叩いてきた中で、一番アンビが多いんじゃないすかね[9][19]」と語っている。ちなみに、この曲のhydeのボーカルワークにも、kenの考えが反映されているという。この曲の歌録りについて、hydeは「この曲はkenの思い入れが、違う感じで…たぶんもう固まってたんだろうね。要求が結構具体的でした[20][21]」「普段だったらあまり文句言わないはずなのに、この曲に関してはそういうとこをビシッと突いてきた[20][22]」「できる限りkenの理想通りに仕上げてあげたいなっていう気持ちのほうが強かった[20][22]」と述懐している。
作詞者のhydeは、作詞作業を振り返り「元々はあのコーラスワーク（＜夢を描くよ＞の部分）をもっと大勢の人で歌うぐらいの勢いがあったんですね。だから、そういう大勢で歌う言葉は凄く厳選しないと難しいなぁと思って。最初、安直にわかりやすい言葉がいいのかな？と思ったんですよ、"I LOVE YOU"的な英語の言葉。オフコースの「I LOVE YOU」じゃないけど、みんなで叫ぶんだったらそういう愛についての言葉が凄く一般的だし合うだろうなぁと思って。そこから試行錯誤して行って…最初はその愛についての素朴な愛情表現、愛という形についての言葉を歌詞にしようと思ったんですけど、なんか響いてこなくて。（中略）クサいっていうわけでもないんですけど、入ってこなかったんです。で、一番最初に出てきた言葉が、サビに書いた＜夢を描いてくよ＞だったんですけど、それは凄くピタッてハマって、これ気持ちいいなぁと思って。そこからどんどん広げて行ったんです[20][23]」「自分でも凄く綺麗な歌詞ができたなぁと思う[20][21]」と述べている。また、この曲で綴った「夢」のイメージについて、hydeは「凄く曖昧で掴みどころがないんだけど、でもあるとないとじゃ大違い、みたいな感じ。なんだかんだ言って、誰もが持ってるものだと思う。凄く曖昧なものなのに、誰もがそれを持っていて―― 気づかない人もいるだろうけど―― それを願ってたり思ってたりするっていう。そのことが、凄くグッとくるなぁと思って。ここで描こうとした夢っていうのはそういうことです[20][24]」「昔の人は―― 今もそうかもしれないけど――（頭じゃなくて）ここ（心）で考えるものなんだと思ってましたよね。ここが熱くなるから[20][24]」と述べている。
なお、コーラスワークの部分の＜夢を描くよ＞というフレーズは、サビ部分のフレーズの＜この胸は夢を描いていくよ＞から取られたものである。ただ、この＜夢を描くよ＞というフレーズは当初仮歌を録るための仮歌詞として書かれていたもので、hydeは本格的なレコーディングが始まったときに、他のフレーズに変更するつもりだったという。ただ、仮歌詞のほうがメンバーから好評であったことから、このフレーズが採用されている[20][23][21]。このメンバーとのやり取りについて、hydeは「歌詞の定義として、同じような場所で微妙にニュアンスが変わる言葉―― 語尾だけ違うような言葉を使い回すのは作詞家として嫌で、だから避けてたんですけど。でも客観的に聴く人達のほうが的を射てるんだろうなぁと思って…自分もメンバーが言おうとしていることの意味はわかったし。だからもう貫いたっていうか、まぁ少々語尾は違うけど同じ言葉でいいやっていうふうに思うようにしたんです[20][23][21]」と述べている。
ちなみに、hydeはデモ音源を聴いた際に「みんなで合唱するイメージ」を抱いたことから、仮タイトルを「ラララ」と名付けたという[7][8]。なお、L'Arc〜en〜Cielが仮タイトルに「ラララ」と付けたのは、1998年発表の「winter fall」以来2度目のこととなる[7][8]。また、hydeの「合唱のイメージ」もあってか、ライヴでこの曲を演奏する際は＜夢を描くよ＞のコーラスを、観客が合唱することがスタンダードとなっている。さらに、この曲をライヴで演奏する際は、kenとサポートキーボーディストの秦野猛行によるインプロヴィゼーションから曲に入ることが多い。
2. Feeling Fine 2007 / P'UNK〜EN〜CIEL
  - 作詞: hyde / 作曲: ken / 編曲: YUKI P'UNK

パートチェンジバンド、P'UNK〜EN〜CIELによる、9thアルバム『SMILE』の収録曲「Feeling Fine」のセルフカバー。
アレンジを担当したyukihiroは、この曲のアレンジのイメージについて「イントロのリズムをハノイ・ロックスみたいにしたかった」と語っている[9][25]。また、ギターを担当したhydeは、このセルフカバー音源のギターソロ録りにおいて、原曲のギターソロをそのままコピーして弾いている[20][26]。このカバーで原曲のギターソロのフレーズをそのまま弾いたのは、hydeの「もう一回、若い頃みたいにギターソロをコピーするっていうのもありかなぁ[20][26]」という思いつきがきっかけとなっており、hydeはメンバーに内緒でギターソロを徹夜して練習したという[20][26]。そのため、この曲のギター録りの際に、アレンジ担当のyukihiroを含め、レコーディング現場にいた全員が、hydeがギターソロを完コピして弾いていることに驚いたという[20][26]。

## タイアップ
MY HEART DRAWS A DREAM
- 富士重工業「スバル・レガシィ」CMソング
- 江崎グリコ「Mousa」CMソング（中国）[27]

## 参加ミュージシャン
- MY HEART DRAWS A DREAM / L'Arc〜en〜Ciel
  - hyde：Vocal
  - ken：Guitar
  - tetsu：Bass
  - yukihiro：Drum
    - ken：Keyboards, Manipulate
    - 富樫春生：Acoustic Piano, Keyboards
    - 斎藤仁：Manipulate
    - tetsu：Background Vocal
- Feeling Fine 2007 / P'UNK〜EN〜CIEL
  - TETSU P'UNK：Vocal, Stomp
  - HYDE P'UNK：Guitar, Stomp
  - YUKI P'UNK：Bass, Stomp
  - KEN P'UNK：Drum, Stomp

## 収録アルバム
オリジナルアルバム
- 『KISS』 (#1)

ベストアルバム
- 『QUADRINITY 〜MEMBER'S BEST SELECTIONS〜』 (#1)
- 『TWENITY 2000-2010』 (#1)
- 『WORLD'S BEST SELECTION』 (#1)

セルフカバーアルバム
- 『P'UNK IS NOT DEAD』 (#2)